# Yo Frankie!
Yo Frankie!, também conhecido como Apricot, é um jogo livre, criado baseado no enredo da animação Big Buck Bunny. Nele, o jogador controla Frankie, um esquilo. O jogo teve seus personagens, cenários e lógica criados no Blender, e a renderização em tempo real foi feita no motor gráfico Crystal Space, usando um script automatizado, chamado blender2crystal, que exportava todo o conteúdo para o Crystal Space. Posteriormente, o jogo foi dividido em duas versões, uma executada totalmente no Blender, e outra no Crystal Space.